# Jakub Abbondo
Jakub Abbondo, (właśc. Giacomo Abbondo) (ur. 27 sierpnia 1720 w Salomino, zm. 9 lutego 1788 w Tronzano) – włoski duchowny, błogosławiony Kościoła katolickiego.

## Życiorys
Jakub Abbondo urodził się 27 sierpnia 1720 roku, a jego rodzicami byli Francesca Maria Naya i Carlo Benedetto. Uczęszczał do lokalnej szkoły w Tronzano, a następnie do liceum ogólnokształcącego w Vercelli. 21 marca 1744 roku został wyświęcony na kapłana i po uzyskaniu dyplomu z literatury w 1748 roku na Uniwersytecie w Turynie mianowano go na profesora tytularnego w szkole Królewskiej w Vercelli. 3 lipca 1757 roku rozpoczął posługę duszpasterską jako proboszcz, a także był pedagogiem odwiedzając swoich parafian w oddalonych miastach, na gospodarstwach i w okolicach. Zmarł 9 lutego 1788 roku.
Po śmierci za jego wstawiennictwem zanotowano wiele łask, które doprowadziły do rozpoczęcia procesu beatyfikacyjnego. W 1922 jego szczątki zostały przeniesione do monumentalnego grobowca w kaplicy parafii Tronzano. W 1994 roku jego imieniem nazwano szkołę podstawową. 9 maja 2014 roku został ogłoszony czcigodnym przez papieża Franciszka. Jego beatyfikacja odbyła się 11 czerwca 2016 w której przewodniczył kardynał Angelo Amato.
Jego wspomnienie liturgiczne obchodzone jest 9 lutego (dies natalis).